# Ústřední církevní nakladatelství
Ústřední církevní nakladatelství v Praze (používaná zkratka ÚCN) vzniklo na základě výnosu ministra pověřeného řízením Státního úřadu pro věci církevní (SÚC) č. 3765/52-IIIze dne 31. 12. 1952 sloučením několika církevních nakladatelských podniků existujících na území Československé republiky před rokem 1948. Na Slovensku (SSR) podle téhož dokumentu a s analogickými úkoly i kompetencemi působilo Ústredné cirkevné nakladatelstvo se sídlem v Bratislavě.

## Specifika zaměření a činnosti ÚCN
Po vydání tzv. církevních zákonů v roce 1949 bylo jedním z cílů nové totalitní moci dostat pod svou absolutní kontrolu mj. také vydavatelskou a nakladatelskou činnost církví a náboženských společností, jak v oblasti neperiodických tiskovin, tak periodik i příležitostných tisků. Na území historických zemí ÚCN bylo jako jediné nakladatelství oprávněno pod státním dozorem vydávat „…církevní a náboženskou literaturu a časopisy, učebnice náboženství, modlitební knihy a zpěvníky, hudebniny pro církevní potřeby, kalendáře, různé tiskoviny pro všechny církve, jakož i církevně politickou literaturu…“Současně zabezpečovalo po nakladatelské stránce ediční činnost dalších církevních institucí i organizací a všech tří českých bohosloveckých fakult (CMBF, HČBF a Komenského evangelické bohoslovecké fakulty). V letech 1953–1956 jeho činnost řídil SÚC, 1956–1968 Církevní oddělení Ministerstva školství a kultury, 1969–1990 Sekretariát pro věci církevní Ministerstva kultury ČSR.
Jeho produkce byla zájemcům nabízena zejména prostřednictvím knihkupectví České katolické charity, Blahoslav (CČSH) a Kalich (ČCE). Z hlediska tehdejší legislativy byly řazeny k tzv. účelovým zařízením církví s vydavatelským oprávněním, které však bylo realizováno výlučně prostřednictvím edičních plánů ÚCN.
Přes výrazné restriktivní zásahy státních orgánů, limitované kvóty papíru i omezený počet vydávaných titulů, se podařilo v ÚCN vydat řadu hodnotných prací ze všech teologických oborů, církevní i obecné historie, ale také např. biografie a jubilejní publikace. Dodnes právem oceňovaným počinem je vydání českého ekumenického překladu Bible v roce 1979 (s deuterokanonickými texty 1985) na počest 400. výročí vytištění prvního svazku Bible kralické a s ním související čtrnáctisvazkové edice Starý zákon : překlad s výkladem (1968–1985) a dvousvazkový Nový zákon : překlad s výkladem (I.– 1973; II.– 1978).

V rámci zásadních společenských změn po listopadu 1989 v Československu i v dalších středoevropských zemích, ÚCN v průběhu roku 1990 zaniklo.

## Přehled periodických tiskovin vydávaných v ÚCN
(tituly jsou abecedně řazeny)
- Bratrská rodina – měsíčník Církve bratrské
- Communio viatorum – různojazyčný čtvrtletník Komenského evangelické bohoslovecké fakulty
- Český bratr – měsíčník ČCE
- Český zápas – týdeník CČSH
- Duchovní pastýř – měsíčník pro duchovní Římskokatolické církve
- Ekumenická rada církví v ČSR – čtvrtletník ERC v ČSR (německy, anglicky)
- Hlas pravoslaví – měsíčník Pravoslavné církve v ČSR
- Jednota bratrská – měsíčník Jednoty bratrské
- Katolické noviny – týdeník pro věřící Římskokatolické církve
- Kostnické jiskry – týdeník Kostnické jednoty (Sdružení evangelických křesťanů)
- Křesťanská mírová konference – dvouměsíčník KMK (německy, anglicky)
- Křesťanská revue – měsíčník Kostnické jednoty (Sdružení evangelických křesťanů)
- Přítel lidu/Przyjaciel ludu – měsíčník SCEAV (česky, polsky)
- Rada židovských náboženských obcí v ČSR a SSR – čtvrtletník RŽNO (německy)
- Rozsievač – měsíčník BJB pro ČSR i SSR
- Teologická revue – dvouměsíčník pro duchovní a bohoslovce CČSH
- Věstník RŽNO v ČSR – měsíčník pro členy Židovských náboženských obcí v ČSR i SSR
- Znamení doby – dvouměsíčník Církve adventistů sedmého dne v ČSR i SSR
- Živá slova – dvouměsíčník Křesťanských sborů v ČSR i SSR